# Taygetis sosis
Espèce

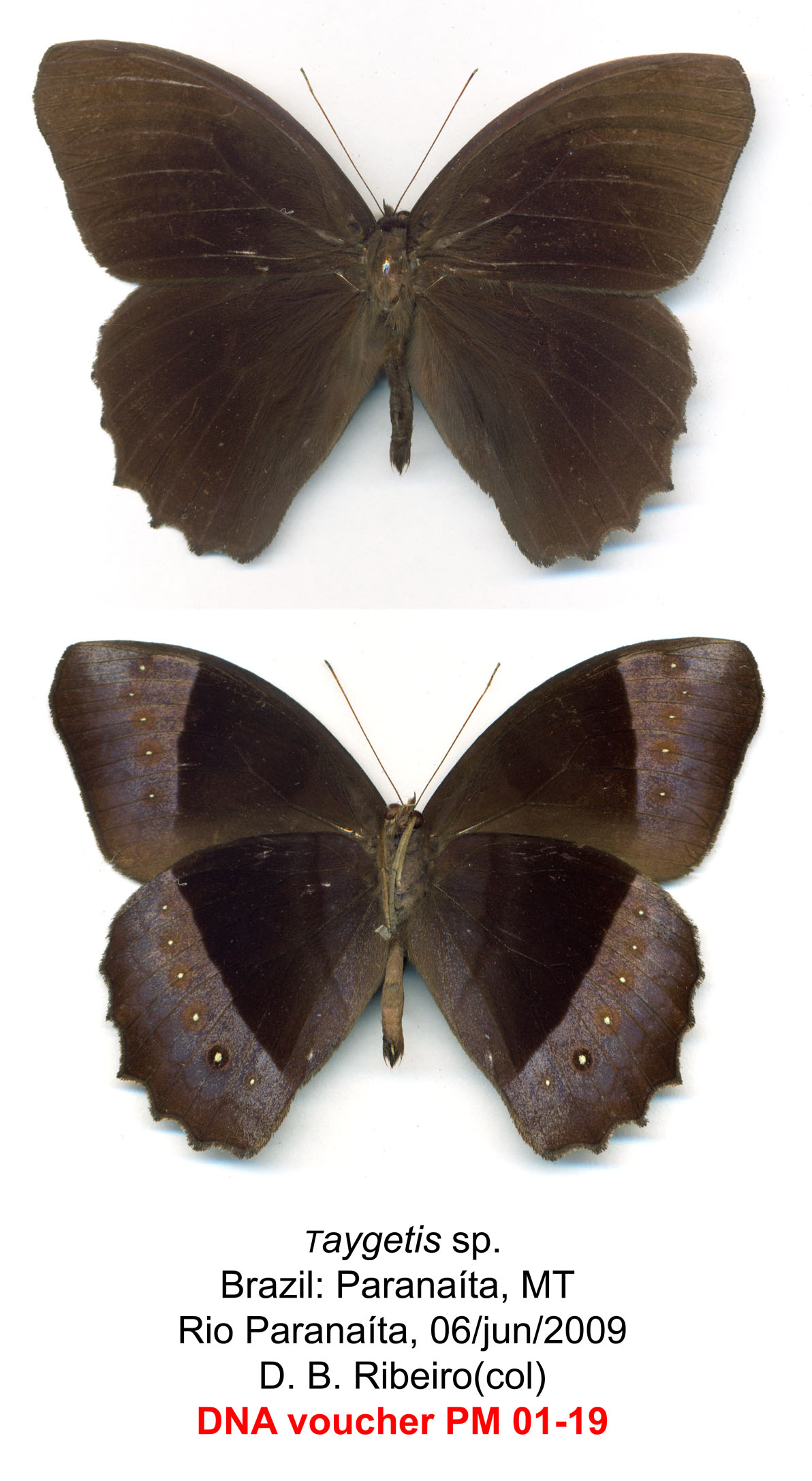

Taygetis sosis est une espèce de papillons de la famille des Nymphalidae, de la sous-famille des Satyrinae et du genre Taygetis.

## Dénomination
Taygetis sosis a été décrit par Carl Heinrich Hopffer en 1874.
Synonyme : Taygetis xenana godmani Weymer, 1910.

### Nom vernaculaire
Taygetis sosis se nomme Sosis Satyr en anglais.

## Description
Taygetis sosis est un papillon aux ailes postérieures dentelées au dessus de couleur marron doré uni.
Le revers, présente trois bandes, une aire basale de couleur ocre foncé rosé nacré, une aire discale marron foncé et une aire postdiscale et marginale ocre jaune clair. L'aire postdiscale présente une ligne de très discrets ocelles centrés d'un point blanc dont celui proche de l'angle anal peut être noir centré de blanc.

## Biologie

### Plantes hôtes
Les plantes hôtes de sa chenille sont des graminées.

## Écologie et distribution
Taygetis sosis est présent dans le sud du Mexique, au Costa Rica, à Panama, au Surinam, au Pérou et au Brésil,.

### Protection
Pas de statut de protection particulier.